# Ohňová země (region na jihu Itálie)
Ohňová země nazývaná také jako italský Černobyl nebo italská Fukušima je oblast na jihu Itálie v Kampánii zahrnující provincii Neapol a provincii Caserta. Jméno dostala kvůli obrovské černé skládce skládající se z toxických a jiných nebezpečných odpadů. Důvodem hromadění odpadů je výnosný byznys pro neapolskou mafii Camorru.

## Popis
Za posledních dvacet let zde skončilo podle BBC 10 milionů tun odpadu. Zamoření odpadem má za příčinu velký nárůst rakoviny, více než o 40 procent. Konkrétně se jedná o nárůst výskytu rakoviny o 40 % u žen a 47 % u mužů a podle jiného zdrojů je výskyt nádorů až o 80 % nad průměrem. Pod zemí se v této oblasti zatím našlo více než půl milionu kubických metrů odpadu.

## Historie
Stížnosti okolo vzniku nelegální skládek v této přišly už na konci 80. let 20. století. To potvrzuje i výpověď bývalého člena zdejší zločinecké sítě Casalesi, který policistům prozradil, že mafie měla své plány se zdejší skládkou minimálně od osmdesátých let.
Na jaře 2014 italská vláda poslala do oblasti vojáky, aby zabránili dalšímu rozšiřování skládky a zastavili nelegální obchod s odpady.

## Protesty a podpora
26. července 2014 navštívil město Caserta papež František, kde sloužil mši pro 200 tisíc lidí, na níž vyjádřil podporu místním obyvatelům a odsoudil ničení krajiny.
16. 11. 2013 se v Neapoli uskutečnil protest, kterého se zúčastnili desítky tisíc lidí za podpory starostů i místního kardinála.
Dle zprávy Tiskového střediska italské diecéze Acerra 24. května 2020 má Casertu opět navštívit papež František. Symbolicky by se tak mělo stát na 5. výročí od vydání papežovy encykliky Laudato si'

## Oblast
Oblast označovaná jako Ohňová země se rozprostírá na 1076 km², kde se nachází 57 obcí, ve kterých žije přibližně 2 a půl milionu obyvatel. 33 obcí se nachází v provincii Neapol a 24 obcí se nachází v provincii Caserta. Celkem je tak zasažena asi třetina neapolské provincie, zatímco z provincie Caserta jsou postiženy její jižní a jihozápadní část.